# За новую литературу
«За новую литературу» (яп. 新しい文学のために Атарасии бунгаку-но тамэ-ни) — сборник эссе Кэндзабуро Оэ, в котором автор формулирует своё литературное кредо. Материал шестнадцати эссе, включённых в сборник, перекликается с текстом «Метода романа», основного литературоведческого труда Оэ. Книга была опубликована издательством «Иванами сётэн» в 1988 году, став первой в серии «Иванами синсё» («Новая литература Иванами»). В книге Оэ подробно рассматриваются стержневые для его творческого метода понятия остранения и гротескного реализма, трактовка романа как модели мира, взаимосвязь между чтением и письмом.